# Toumanéa

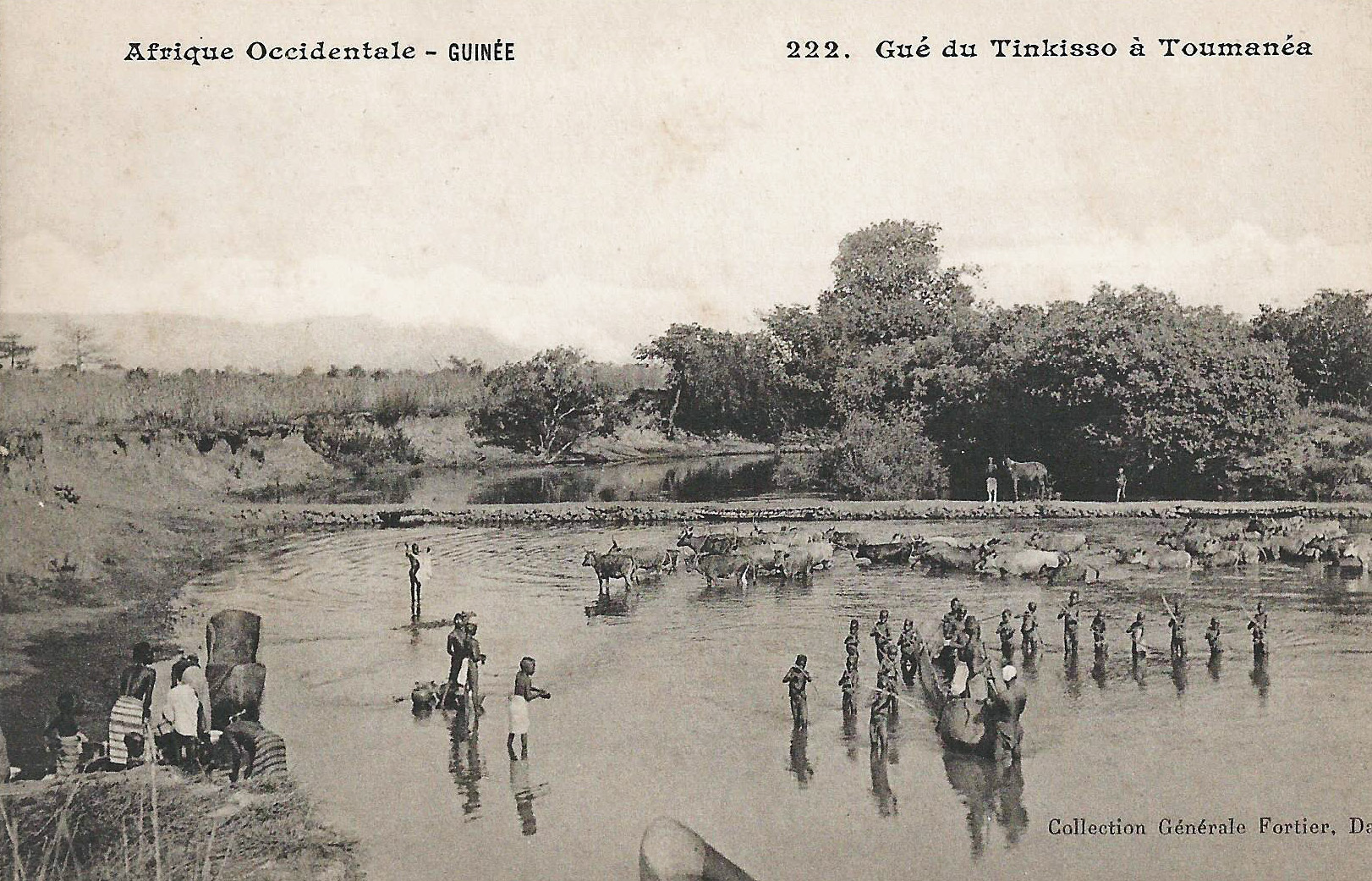
Gué du Tinkisso à Toumanéa (Fortier, vers 1905).

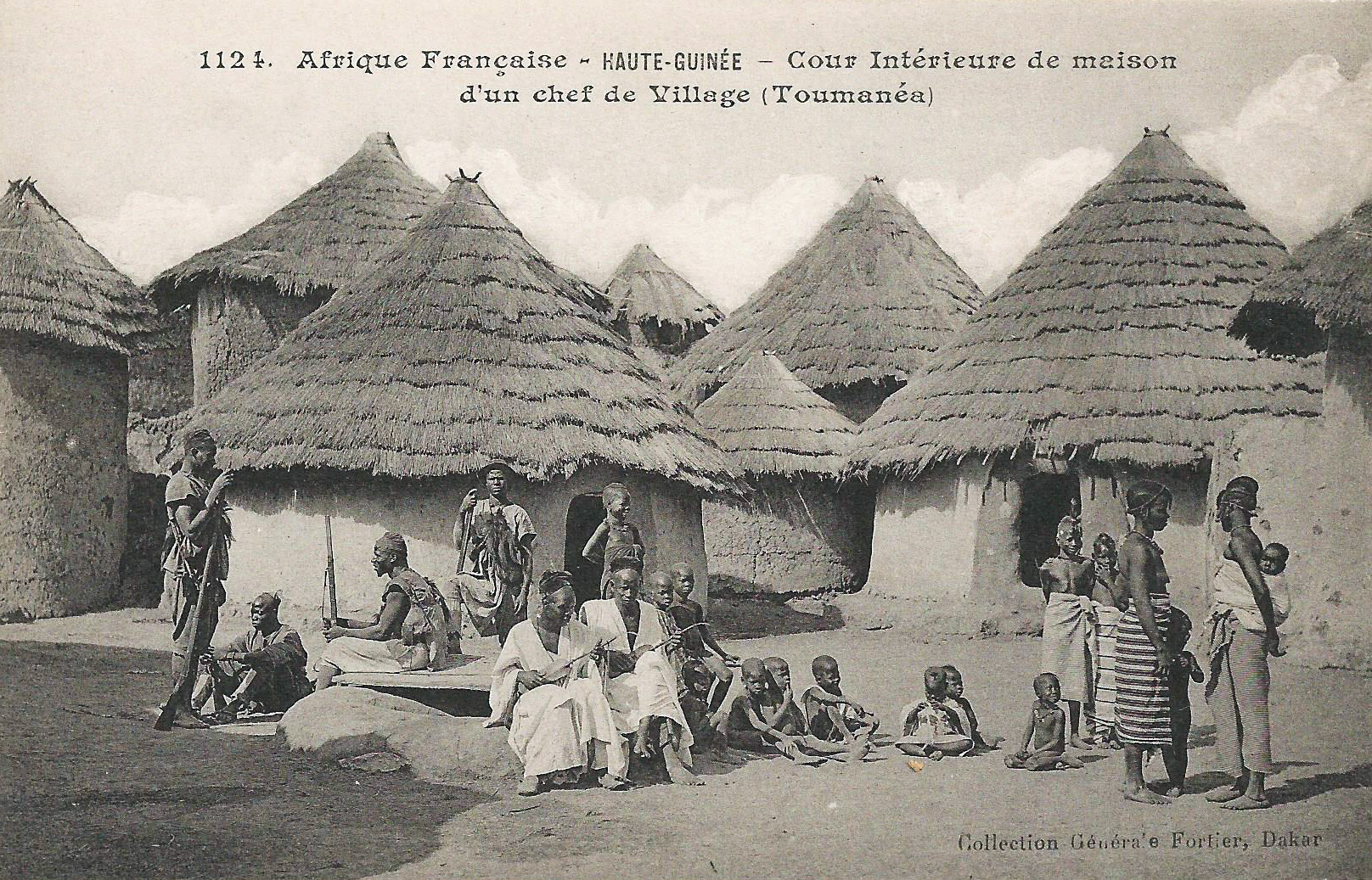
Cour intérieure de maison d'un chef (Fortier, vers 1905).

Toumanéa est une localité de Guinée située dans la région de Faranah, sur le Tinkisso, un affluent de rive gauche du Niger.
Aujourd'hui simple village, Toumanéa a longtemps été un important lieu de passage, par la voie fluviale, mais aussi par la voie terrestre : de nombreuses caravanes de chevaux venaient de Siguiri, de Bamako ou de Ségou pendant la saison sèche, avant d'être conduits dans le Fouta.
Il a été photographié notamment par François-Edmond Fortier, décrit par les voyageurs. Ainsi l'explorateur et hydrographe Émile Hourst y passe quelques jours lors de sa « reconnaissance hydrographique sur le Haut-Niger et le Tankisso en 1889-1890 ».
À la fin de l'année 1905, alors que des compagnies de porteurs, destinées au transport du personnel et du matériel, à la fois pour l'Administration et le commerce, étaient mises en place en Guinée, celles stationnées à Kankan, Kouroussa, Toumanéa et Timbo assuraient les transports par la route depuis Kankan jusqu'à Kindia, où se trouvait alors le terminus de la ligne de chemin de fer.
L'iconographie témoigne aujourd'hui de cette activité passée, alors que Toumanéa, comme Timbo, ont connu dans l'intervalle une sorte de « "mort" historique ».